# Zimbabue en los Juegos Olímpicos de Londres 2012
Zimbabue estuvo representado en los Juegos Olímpicos de Londres 2012 por siete deportistas, cuatro hombres y tres mujeres, que compitieron en cuatro deportes.
La portadora de la bandera en la ceremonia de apertura fue la nadadora Kirsty Coventry. El equipo olímpico zimbabuense no obtuvo ninguna medalla en estos Juegos.